# Seznam členů České národní rady po volbách v roce 1990
Toto je seznam poslanců České národní rady po volbách v roce 1990.

## Abecední seznam poslanců
Včetně poslanců, kteří nabyli mandát až dodatečně jako náhradníci (po rezignaci či úmrtí předchozího poslance). V závorce uvedena stranická příslušnost, respektive příslušnost k poslaneckému klubu.

### A–Č
- František Adámek – KSČS, resp. KSČM, pak DL
- Antonín Andrle – HSD-SMS
- PhDr. Pavel Balcárek – HSD-SMS
- Dezider Balog  – OF, resp. ROI
- Zdeněk Bárta – OF, pak OH
- Ing. Stanislav Bělehrádek – KDU
- Marek Benda – KDU, pak KDS
- Rudolf Bereza – OF, pak OH
- Josef Bezděk – HSD-SMS
- Karel Biňovec – OF
- Ladislav Body – KSČS, resp. KSČM
- Ing. Vladimír Budinský – OF, pak ODS
- Mgr. Stanislava Bumbová – KSČS, resp. KSČM
- JUDr. Dagmar Burešová – OF, pak OH
- RNDr. Martin Bursík – OF, pak OH
- Jaroslav Cabal – OF, pak ODS
- Václav Cibuzar – KDU
- JUDr. Miroslav Čapek – KSČS, resp. KSČM
- Vladimír Čech – OF, pak ODS
- Heda Čechová – OF, pak ODS
- PaedDr. Květoslava Čelišová – KSČS, resp. KSČM
- MUDr. Petr Čermák, CSc. – OF, pak ODS
- RNDr. Věra Čulíková, CSc. – OF, pak OH
- Václav Čundrle – KSČS, resp. KSČM

### D–H
- JUDr. Leonard Danneberg – OF, pak OH
- Ing. Viktor Dobal – OF, pak ODA
- Vojtěch Dohnal – OF, pak OH
- MUDr. Josef Domas – OF, pak NPOF
- Petr Dudešek – HSD-SMS
- Ing. Jiří Dušek – KDU
- Ing. Pavel Dušek – OF, pak ODA
- doc. RSDr. Rudolf Dušek – KSČS, resp. KSČM
- Ing. Josef Effenberger – OF, pak LDS
- RNDr. Václav Exner, CSc. – KSČS, resp. KSČM
- Tomáš Fejfar – OF, pak ODS
- Luděk Fendrych – HSD-SMS
- Jiří Fiedor – OF, pak ODS
- RNDr. Karel Foniok – HSD-SMS
- Ing. Jiří Frkal – KSČS, resp. KSČM, pak DL
- Vladimír Fröhlich – OF, pak NPOF
- Ondřej Giňa – OF, resp. ROI
- PhDr. Andrej Gjurič – OF, pak ODS
- Zdeněk Guži – OF, resp. ROI
- Ing. René Hába – OF, pak LDS
- JUDr. Jiří Hájek – KSČS, resp. KSČM
- Ing. Josef Hájek – KSČS, resp. KSČM
- MUDr. Richard Hájek – OF, pak ODS
- Jiří Haringer – KDU
- Miroslav Havlíček – HSD-SMS
- Pavel Havlovič – OF, pak OH
- PaedDr. Josef Hejsek – OF, pak NPOF
- RNDr. Čestmír Hofhanzl – OF, pak ODA
- Jarmila Hofrová – KSČS, resp. KSČM
- Dagmar Hochová – OF, pak NPOF
- Ing. Karel Holomek – OF, resp. ROI, pak OH
- Ing. František Homola – HSD-SMS
- Mgr. Jiří Honajzer – OF, pak ODS
- Milan Hořínek – OF, pak OH
- JUDr. Antonín Hrazdíra – KSČS, resp. KSČM
- Jiří Hrbek – HSD-SMS

### CH–K
- Heřman Chromý – OF, pak OH
- Antonín Chutný – KDU, pak KDS
- Ladislav Jakl – OF
- Ing. Julius Jančáry – OF, pak ODS
- MUDr. Josef Janeček – KDU
- JUDr. Ivana Janů – KDU
- RNDr. Josef Ježek – OF, pak ODA
- Ing. Tomáš Ježek, CSc. – OF, pak ODA
- doc. JUDr. Jiří Jirásek, CSc. – KSČS, resp. KSČM
- JUDr. František Kačenka – HSD-SMS
- Ján Kadlec – HSD-SMS
- Ing. Jiří Kalfus – OF, pak OH
- prom. ped. Eva Kalousová – OF, pak OH
- JUDr. Jan Kalvoda – OF, pak ODA
- Eva Kantůrková – OF, pak OH
- Ing. Jaromír Kapusta – HSD-SMS
- JUDr. Ing. Jiří Karas – KDU
- Ing. Alexandr Karych – OF, pak ODS
- Ing. Jan Kasal – KDU
- PhDr. Josef Kašuba – KSČS, resp. KSČM, pak DL
- Jaroslav Kelnar – OF, pak NPOF
- Miroslav Klega – OF
- prof. MUDr. Pavel Klener, DrSc. – OF, pak NPOF
- Ing. Stanislav Klimeš – OF, pak ODS
- Petr Koháček – OF, pak ODS
- Daniela Kolářová – OF, pak OH
- RSDr. Vladimír Kolmistr – OF, pak NPOF
- JUDr. Vladimír Komárek – KSČS, resp. KSČM, pak DL
- Jaroslav Koráb – OF, pak ODS
- Zdeněk Kotrlý – OF, pak OH
- Ing. Petr Kozánek – OF, pak OH
- PhDr. František Kozel – OF, pak ODS
- Mgr. Ing. Michal Kraus, Ph.D., MBA – KSČS, resp. KSČM, pak DL
- Ing. Petr Kraus – OF, pak OH
- Ing. Ladislav Krčma – HSD-SMS
- Zdenka Krejčová – OF, pak ODS
- JUDr. Jan Kryčer – HSD-SMS
- PhDr. Karel Kříž – OF, pak OH
- Josef Kubiš – KDU
- Ing. Mgr. Oldřich Kužílek – OF, pak ODA
- RNDr. Jan Květ, CSc. – OF, pak OH

### L–O
- Hana Lagová – KSČS, resp. KSČM
- Ing. Vladimír Laštůvka – OF, pak OH
- Karel Ledvinka – OF, pak NPOF
- Vladimír Líbal – OF, pak OH
- Ing. Jan Litomiský – OF, pak KDS
- MUDr. Petr Lom, CSc. – OF, pak ODS
- prof. PhDr. Milan Lukeš, DrSc. – OF, pak OH
- Ing. Zbyněk Máca – OF, pak OH
- Ing. Jiří Macháček – HSD-SMS
- doc. PhDr. Jiří Machalík, CSc. – KSČS, resp. KSČM
- Jarmila Maleňáková – OF, pak ODS
- doc. Ing. Zdeněk Malík, arch., CSc. – HSD-SMS
- JUDr. Hana Marvanová – OF, pak ODS
- Ing. Jiří Maryt – KSČS, resp. KSČM
- Milada Mašatová – OF, pak NPOF
- Ing. Ivan Mašek – OF, pak ODA
- Ing. František Matějka – OF, pak NPOF
- Jaroslav Matějka – KSČS, resp. KSČM
- Gerta Mazalová – HSD-SMS
- Ing. Josef Meier – KDU
- Vladimír Mišík – OF, pak NPOF
- RNDr. Bedřich Moldan, CSc. – OF, pak NPOF
- MUDr. Jaroslava Moserová, DrSc. – OF, pak OH
- Ing. Václav Moskal, CSc. – KDU
- Ing. Jiří Müller – OF, pak OH
- Ing. Lubomír Nedbálek, CSc. – OF, pak LDS
- Helena Němcová – OF, pak NPOF
- PhDr. Jindřich Němčík – OF, pak ODS
- MVDr. Rudolf Němeček – OF, pak NPOF
- Ing. František Nerad – OF, pak OH
- JUDr. Jiří Novák – OF, pak ODS
- Ing. Libor Novák – OF, pak ODS
- JUDr. Jaroslav Ortman, CSc. – KSČS, resp. KSČM

### P–S
- JUDr. Ivo Palkoska – OF, pak ODA
- Ing. Josef Pavela – KDU
- PhDr. Jiřina Pavlíková – OF, pak ODS
- RNDr. Jiří Payne – OF, pak ODS
- prom. biol. Karel Pecháček – OF, pak OH
- Jan Petr – KSČS, resp. KSČM
- doc. JUDr. Petr Pithart – OF, pak OH
- Walter Piverka – OF, pak OH
- JUDr. Pavel Popovič – OF, pak NPOF
- Petr Pospíšil – OF, pak OH
- Ing. Václav Povolný – OF, pak OH
- prof. akad. soch. Vladimír Preclík – OF, pak OH
- JUDr. Antonín Procházka – KDU, pak KDS
- Ing. Kamil Procházka – HSD-SMS
- Oto Pruša – HSD-SMS
- Ivo Přikryl – OF, pak NPOF
- Ing. Miroslav Raška – KSČS, resp. KSČM, pak DL
- Tomáš Ratiborský – OF, pak ODS
- Jarmila Rečková – OF, pak ODS
- JUDr. Anna Röschová – OF, pak ODS
- Ing. Vladimír Rozlivka – OF, pak ODS
- Ing. Jan Růžička[nepřesný odkaz] – OF, pak NPOF
- RNDr. Jana Ryšlinková, CSc. – OF, pak OH
- JUDr. Vladimír Řezáč – KSČS, resp. KSČM
- akad. arch. Jan Sapák – OF, pak OH
- Michal Sedláček – OF, pak ODS
- Ing. Zdeněk Smělík – KDU, resp. MOH
- Ing. Tomáš Sojka – KSČS, resp. KSČM
- PaedDr. Jaroslav Soural, CSc. – KSČS, resp. KSČM
- Ing. Jaromír Stibic, CSc. – OF, pak OH
- doc. RNDr. Marie Stiborová, CSc. – KSČS, resp. KSČM
- JUDr. Václav Stieber – OF, pak NPOF
- JUDr. Zbyšek Stodůlka – HSD-SMS
- Jiří Strašek – KDU
- JUDr. Hana Sůvová – KSČS, resp. KSČM
- Mgr. Ivo Svoboda – OF, pak OH
- MUDr. Martin Syka – OF, pak ODS

### Š–Ž
- Ing. Miloslav Šabata – OF, pak NPOF
- doc. MUDr. Jindřich Šebor, CSc. – OF, pak OH
- Ing. Josef Šedivý – KDU
- MUDr. Lenka Šepsová – OF, pak ODS
- Josef Šimeček – OF, pak ODS
- Ing. Miroslav Šlouf – KSČS, resp. KSČM, pak DL
- doc. PhDr. Václav Šplíchal, CSc. – OF, pak OH
- Ing. Vlasta Štěpová,  CSc. – OF, pak OH
- prom. fil. Karel Štindl – OF, pak LDS
- doc. RSDr. Jaroslav Štrait, CSc. – KSČS, resp. KSČM
- Ing. Vladimír Šuman – OF, pak ODA
- Ing. Vlastislav Švec – HSD-SMS
- JUDr. Milan Tatár – OF, resp. ROI
- Ing. Pavel Tollner – KDU, pak KDS
- Oldřich Váca – OF, pak ODS
- Eduard Vacek – OF, pak NPOF
- Anna Váchalová – KSČS, resp. KSČM
- Alois Válek – OF, pak ODS
- Vladislav Vaňák – OF, pak LDS
- Josef Veselý – OF, pak ODS
- PhDr. Jiří Vlach – OF, pak ODS
- Miloslav Vlk – OF, pak ODS
- PhDr. Stanislav Volák – OF, pak ODS
- Ing. Josef Vondráček – OF, pak OH
- akad. arch. Milada Vorlová – OF, pak OH
- Hana Vrchlavská – ODA
- JUDr. Miloslav Výborný – KDU
- Ing. Miroslav Wajsar – KDU, pak KDS
- Tadeusz Wantula – OF, resp. ROI
- Miroslav Wolf – OF, pak ODS
- Jan Zahradníček – KDU, pak KDS
- PhDr. Stanislav Zajíček – OF, pak OH
- MUDr. Břetislav Zatloukal – HSD-SMS
- Vladimír Zeman – HSD-SMS
- Ing. Leopold Zubek – OF, pak ODS
- Ing. Václav Žák – OF, pak OH
- Jaroslav Žižka – KSČS, resp. KSČM